# Bonzai Records
La Bonzai Records è una casa discografica di musica elettronica del Belgio, fondata nel 1992 da DJ Fly (Christian Pieters), Yves Deruyter e Franky Jones (Frank Sels) nel negozio "The Blitz" ad Anversa; "The Cockpit" è il nome dato al primo studio di registrazione della casa discografica.
Fino al 2003, la Bonzai Records era una sotto etichetta della Lightning Records. Tuttavia, la societa madre andò in bancarotta e fu necessario fondare una nuova società (Banshee Worx). 
D'ora in poi la Bonzai Records ha continuato a chiamarsi Bonzai Music.
Bonzai Records ha pubblicato musica rave, trance, goa, hardtrance e hardcore di Thunderball, DJ Bountyhunter, Dreamland, Greg S., Yves Deruyter, Jones & Stephenson, Joyrider, Push, Quadran e Zolex, tra gli altri.